# Dirk Müller (ciclista)
Dirk Müller é um ciclista alemão nascido a 4 de agosto de 1973 em Bad Hersfeld. Foi membro da equipa Nutrixxion-Abus.

## Palmarés
| - 1993 - 1 etapa da Volta à Baviera - 1996 - Tour de Sachsenring - 1997 - 1 etapa da Volta à Baviera - Tour da Hainleite - 1998 - 2 etapas da Volta à Baviera - 1 etapa da Volta à Saxónia - 1999 - 3.º no Campeonato da Alemanha Contrarrelógio | - 2006 - Campeonato da Alemanha de Ciclismo em Estrada - 2008 - Cinturón a Mallorca, mais 1 etapa - Grande Prêmio de Sochi, mais 2 etapas - 1 etapa do Troféu Joaquim Agostinho - 2009 - Tour de Sachsenring - 2010 - Pomorski Klasyk - Tour da China, mais 2 etapas |